# Dmitry Kulagin
Dmitry Andreyevich Kulagin (cirílico: Дмитрий Андреевич Кулагин) (Moscovo, 1 de julho de 1992) é um basquetebolista profissional russo que atualmente joga pelo Lokomotiv Kuban.